# 영주 (랴오닝성)
영주(營州)는 남북조 시대 요서 지역에 설치되어 요나라 때까지 설치된 중국의 옛 군이었다.

## 연혁

### 북위
지금의 차오양 시인 화룡성(和龍城)을 치소로 삼았다. 436년(태연 2년) 진(鎭)으로 고쳤다가 444년(태평진군 5년) 영주로 이름을 되돌렸다. 영안 말엽에 함락당했다가 천평 초에 수복하면서 복치했다. 하지만 효창연간에 다시 폐지되었고 533년(북위 효무제 영희 2년) 옛 영주에서 남영주(南營州)가 설치되었다.
| 군명(한자) | 군명(한글) | 대략적 위치                        | 영현 | 비고 |
| ---------- | ---------- | ---------------------------------- | ---- | --- |
| 昌黎郡     | 창려군     | 차오양 시                          | 3    | 447년(태평진군 8년) 기양군과 함께 영주의 속군이 되었다.                                                       |
| 建德郡     | 건덕군     | 차오양 시 카라친쭤이 몽골족 자치현 | 3    | 447년 설치했다. 백랑성(白狼城)이 있다.                                                                        |
| 遼東郡     | 요동군     |                                    | 2    | 후연 시기 고구려 광개토왕이 요동군을 정복하였기 때문에 요서지방에 옮겨 설치되었다. 치소는 고도성(固都城)이다. |
| 樂良郡     | 낙랑군     | 친황다오 시 루룽 현                | 2    | |
| 冀陽郡     | 기양군     | 차오양 시 링위안 시                | 2    | 447년 창려군에 병합되었다가 547년(무정 5년)에 복치되었다.                                                     |
| 營丘郡     | 영구군     |                                    | 2    | 정광 말에 설치되었다.                                                                                         |

북제에서는 건덕군과 기양군의 2군과 영락현, 대방현, 용성현, 대흥현 등의 일부 현을 폐지했다.

### 수나라
영주 전체를 1개 현인 요서군 유성현(柳城縣)으로 통폐합했다. 1현 751호를 거느렸다. 581년(개황 원년) 건덕군은 폐지하고 용성군은 용산현(龍山縣)으로 개명했다. 598년(개황 18년) 유성군(柳城郡)으로 개명했다. 대업초에 요서군으로 이름을 바꾸었다. 대방산(帶方山), 독려산(禿黎山), 계명산(雞鳴山), 송산(松山), 유수(渝水), 백랑수(白狼水)가 있다.
수나라말 1,000의 군사를 거느리고 투항한 속말말갈의 추장 돌지계(突地稽)가 본주에서 거처하면서 금자광록대부(授金紫光祿大夫), 요서태수(遼西太守)에 제수되었다.

### 당나라
618년(무덕 원년) , 영주총관부(營州總管府)를 설치하고 속현으로 유성현을, 속주로 요주(遼州), 연주(燕州)를 두었다. 624년(무덕 7년), 영주총관부를 영주도독부(營州都督府)로 개명하고 영주와 요주를 속주로 두었다. 628년(정관 2년), 창주(昌州)를, 629년(정관 3년)에는 사주(師州), 숭주(崇州)를, 632년(정관 6년)에는 순주(順州), 636년(정관 10년)에는 신주(慎州)를 새로운 속주로 두어 총 7개주를 속주로 두었다. 고구려멸망이후 지속적으로 일어난 고구려 부흥운동을 진압한 당나라는 상당수의 고구려 유민들과 말갈인들을 영주에 정착시켰다. 697년(만세통천 2년), 고구려 유민과 말갈인들이 대조영을 중심으로 뭉쳐 당나라에 대항할 기미를 보이자 거란으로 이들을 견제하기 위해 이들을 영주에 이주시켰으나 같은 해에 거란의 손만영에 의해 빼앗겼다. 705년(신룡 원년), 부의 치소를 유주 경계로 옮겨 설치한 뒤 어양현(漁陽縣, 톈진시 지저우 구)와 옥전현(玉田縣, 탕산 시 위톈 현)을 속현으로 두었다가 716년(개원 4년)에 유성으로 돌아오게 했다. 720년(개원 8년), 어양을 다시 속현으로 두었다가 723년(개원 11년), 유성의 옛치소로 돌아왔다. 742년(천보 원년), 유성군으로 개명했다. 758년(건원 원년)에 영주로 원명을 복원했다.
1,031호 4,732명을 인구로 두었으나, 천보연간에 997호 3,789명으로 인구가 감소했다.
| 현명   | 한자   | 대략적 위치 | 비고 |
| ------ | ------ | ----------- | --- |
| 유성현 | 柳城縣 | 차오양 시   | 동북쪽으로 실위, 말갈, 발해와 접하고 있다. 이들까지 거리는 가까우면 2천리, 멀면 6천리정도이다. 서북쪽으로 해족과 경계를 맺고 있다. 북으로 거란과 경계를 맺고 있다. |

### 요나라
지금의 친황다오 시 창리 현으로 옮겨졌고 군명은 인해군(隣海軍)이다. 요 태조가 정주(定州)의 주민들을 이곳에 옮겨살게 했으며 남경도에 속했으며, 유성현을 광녕현(廣寧縣)으로 바꾸었다.

### 금나라
1142년(금 희종 황통 2년), 현으로 강등되어 평주의 속현이 되었다. 1189년(금 세종 대정 29년), 창려현(昌黎縣)으로 개명되었다.